# Bellejour
Die Bellejour ist ein 2003/04 gebautes Kabinenfahrgastschiff der Premicon AG, das unter der Bereederung der KD Cruise Services Ltd. steht und in der Zeitcharter von dem Bremer Reiseveranstalter Transocean Kreuzfahrten für Flusskreuzfahrten auf Rhein, Mosel, Main und Donau eingesetzt wird. Von 2004 bis 2013 war sie unter dem Namen Johann Strauß zunächst für Austrian River Cruises und später für Noble Caledonia im Einsatz.

## Geschichte

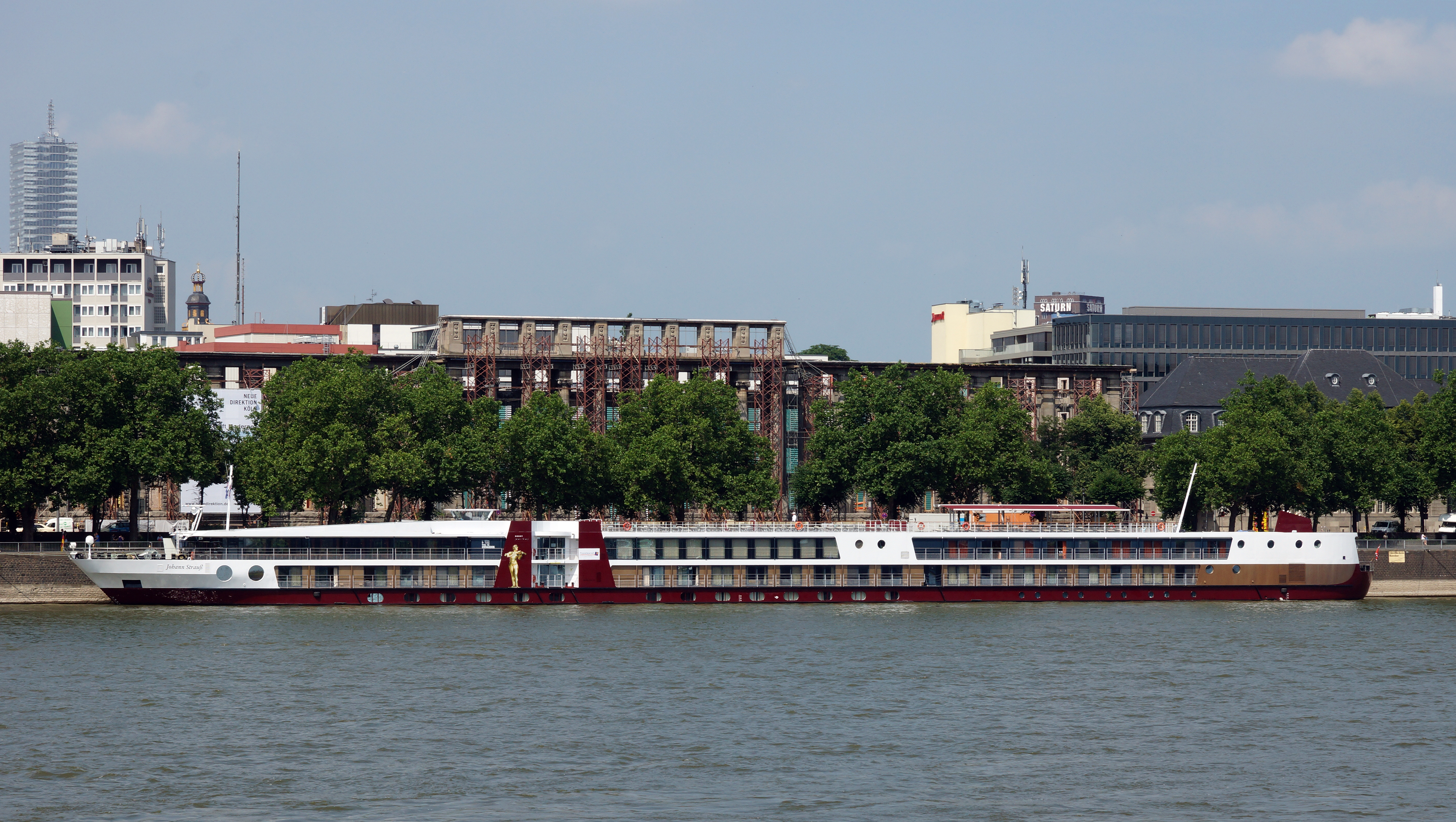
2013, als Johann Strauß in Köln

Die Bellejour war das drittgebaute von insgesamt sechs fast baugleichen Fluss-Kreuzfahrtschiffen, das als Kapitalanlageprojekt von der Premicon AG bei der Nobiskrug-Schiffswerft in Rendsburg in Auftrag gegeben wurde. Das Kommanditkapital betrug rund 8 Mio. Euro – das Investitionsvolumen von Kapitalanlegern lag bei rund 7 Mio. Euro. Das Schiff wurde individuell nach den Wünschen des ersten Chartnehmers, der Austrian River Cruises (ARC) ausgestattet und lackiert. Die Bauwerft übergab das fertiggestellte Schiff im März 2004 an den Auftraggeber. Am 1. April fand in Amsterdam die feierliche Taufe auf den Namen Johann Strauß statt. Anschließend wurde das Schiff vornehmlich auf der Donau zwischen Passau und Budapest eingesetzt. Mitte 2006 kündigte die Premicon den mit der ARC geschlossenen Beförderungsvertrag fristlos, da hohe Zahlungsrückstände bestanden. Von 2007 bis 2013 bestand ein Beförderungsvertrag mit dem britischen Reiseveranstalter Noble Caledonia, der sie von April bis Dezember auf unterschiedlichen Kreuzfahrtsrouten auf Rhein, Main und Donau eingesetzt hatte. Die längste Fahrtstrecke führt von Amsterdam bis ins Donaudelta und dauert 22 Tage. Von Januar bis März wird das Schiff im Hafen Köln-Niehl gewartet. Seit 1. April 2014 wird sie von Transocean Kreuzfahrten, dem unternehmenseigenen Reiseveranstalter der Premicon, eingesetzt.

## Ausstattung

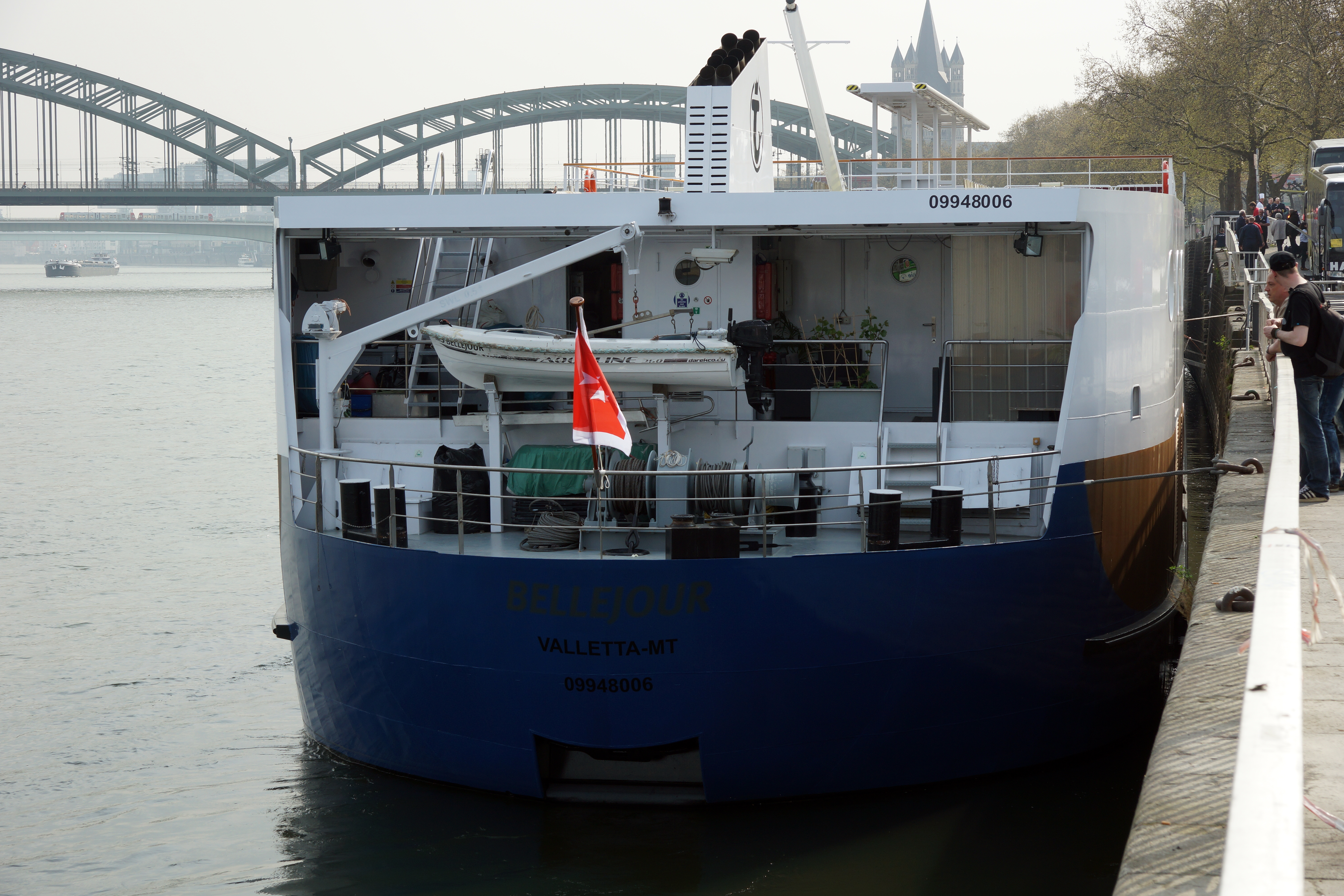
Heckansicht

Die Bellejour ist ein Vierdeck-Kabinenschiff der 4-Sterne-Kategorie mit 90 Doppelkabinen à 16 m². Die zur Geräuschdämmung mit Doppelwänden voneinander getrennten Kabinen sind klimatisiert und sind jeweils mit Radio, Sat-TV, Minibar, Safe und Telefon ausgestattet. Die Kabinen des Haupt- und Oberdecks haben einen französischen Balkon, im Unterdeck lassen sich die Fenster aus Sicherheitsgründen nicht öffnen. Die Decks wurden nach Musikrichtungen benannt, die Johann Strauss in seinen Kompositionen bevorzugte. Das Unterdeck wurde Polka Deck benannt, das Hauptdeck wird als Operetten Deck und das Oberdeck als Walzer Deck bezeichnet.
Hinter dem Bugstrahlruderraum im Unterdeck liegen 28 Fahrgastkabinen, denen sich ein Treppenaufgang zum Hauptdeck anschließt. Im Hinterschiff befinden sich Versorgungs- und Lagerräume sowie die 24 Mannschaftskabinen. Das Hauptdeck verfügt am Bug über ein Freideck, das als Ruhefläche von den Gästen des dahinter liegenden Wellnessbereichs genutzt wird. Diesem schließen sich 44 Kabinen an, die durch die Eingangshalle getrennt in Bereiche von 12 und von 32 Einheiten aufgeteilt sind. Im Oberdeck befindet sich am Bug der „Panoramasalon 3/4 Takt“, an den sich das „Café Stadtpark“ anschließt. Im Mittelschiff liegt das Restaurant „An der schönen blauen Donau“ mit 171 Plätzen, dem sich achtern die Küche sowie 18 Kabinen anschließen. Auf dem hinter dem Führerhaus beginnenden Sonnendeck stehen den Fahrgästen Liegestühle und Sitzgruppen zur Verfügung. Die Bellejour verfügt über keine Aufzüge oder Treppenlifte und ist deshalb für gehbehinderte Fahrgäste nicht geeignet.

## Technik
Das Schiff wird von zwei 16-Zylinder-Dieselmotoren à 800 kW des Typs MTU-16V 2000 M60 über zwei Schottel-Ruderpropeller angetrieben, zusätzlich verfügt sie über ein Bugstrahlruder. Das Schiff ist 127,00 m lang und 11,40 m breit. Der Tiefgang wird bei Normallast mit 1,50 m und bei Volllast mit 2,05 m angegeben.

## Schiffsname, Namensvorganger Dampfschiff Johann Strauß
Der ursprüngliche Name Johann Strauß (2004–2013) liegt in der Tradition des Dampfschiffs Johann Strauß der DDSG.
Dieser Zweischraubendampfer wurde 1853 gebaut, galt bis in die 1960er-Jahre als das luxuriöseste Schiff der österreichischen Flotte, wurde 1985 außer Dienst gestellt und danach zwischen Salztor- und Marienbrücke am rechten Ufer des Donaukanals verankert und als Restaurant-, Club- und Veranstaltungsschiff betrieben.
Unter dem Besitzer Norbert Weber, langjähriger Generalpächter der Copa Cagrana an der Donauplatte wurde es 2013 wegen "Gefahr im Verzug" gesperrt, im Mai 2017 wurde wegen Forderungen des Magistrats Wien gerichtlich gepfändet und soll im August 2017 versteigert werden. Weber gibt an, das Schiff verkauft zu haben ohne einen neuen Eigentümer zu nennen. Laut Weber hätte jener Renovierungspläne zu einem Touristencafe. Ein Sachverständiger schätzt den Wert des Schiffes – als Schrott – auf 2000–3000 Euro, Renovierungsbedarf für die Zulassung als Schiff auf 700.000 Euro.
Die musikbezogenen Decksnamen der Bellejour gehen inhaltlich noch auf den ursprünglichen Namen des/der Musikkomponisten zurück. Café Stadtpark spielt auf die Tatsache an, dass im Stadtpark Wien ein Johann Strauß-Denkmal steht.